# أرض الشتي

أرض الشتي  هي إحدى القرى اللبنانية من قرى قضاء راشيا في محافظة البقاع.
الشتي باللغة المحكية اللبنانية تعني (الشتاء) أي الأمطار. وقد تكون التسمية لتجمع مياه الأمطار في تلك الأرض في فصل الشتاء.